# Вибельская сотня
Вибельская сотня — военно-административная единица Черниговского полка Гетманщины.

## История
Образована Вибельская сотня в 1656 году в составе Черниговского полка. Сформировалась из населённых пунктов Черниговских сотен. Всё время существования — административная единица и военное подразделение Черниговского полка. Наиболее известные старшины сотни — представители семьи Тризны. Ликвидирована Вибельская сотня в 1782 году, а территория включена в Черниговское наместничество. Сотенный центр: село Выбли, ныне-одноимённое село Куликовского района Черниговской области.

## Сотники
- Данило (1656)
- Шуба Степан Васильевич (1658–1661; 1676)
- Дунин-Борковский Василий Касперович (1668–1672)
- Близниченко Яков (1672)
- Лобко Ефим Ефимович (1679–1682; 1694)
- Тупицкий Тимофей (1700)
- Устимович Василий (1701)
- Томара Василий Иванович (1704–1715)
- Михайловский Иван Михайлович (1721)
- Новик Фёдор (1725)
- Тризна Николай Иванович (1728–1748)
- Губарь Степан (1736)
- Тризна Андрей Николаевич  (1748–1769)
- Тризна Александр  (1767)
- Тризна Пётр Андреевич  (1771–1782)

## Территория
В сотню сотни входило 12 населённых пунктов:
- 10 сёл;— с.Бакланова Муравейка; с.Вершинова Муравейка; с.Выбли; с.Горбово; с. Грабовка; с.Лукашовка); с.Анисов; с.Орловка; с. Подгорное; с. Пески;
- 2 хутора- хутор Выблевский; хутор Глузды.

На западе сотня граничила с полковой Черниговской сотней, на востоке с Салтыково-Девицкой сотней Нежинского полка, на севере с Белоуской сотней Черниговского полка на юго-западе с Олишевской сотней Нежинского полка с 1752 года Киевского полка, на юге с Мринской сотней Нежинского полка с 1687 года Киевского полка.